# Црква Светих Петра и Павла у Кривој Реци
Црква светих Петра и Павла се налази у Кривој Реци код Бруса, на падинама Копаоника. Направљена је 1618. године и карактеристична је за цркве настале у доба отоманске власти над простором данашње Србије. Има основу једнобродне цркве са нартексом, а данас врло слабо очувани живопис у њеној унутрашњости настао је 1621. године.
Током Другог светског рата, немачке снаге јединице Принц Еуген и девете бугарске пешадијске дивизије, током злочиначке Операције Копаоник, затвориле су у цркви већи број мештана, након чега су је дигле у ваздух. У порти цркве се налази споменик са именима 311 убијених мештана.
Радови на конзервацији фрескосликарства обављени су током 1975. и 1976. године, а црква се од 1979. године налази под заштитом Републике Србије, као споменик културе од великог значаја.